# Svídnice (Pardubice)
Svídnice é uma comuna checa localizada na região de Pardubice, distrito de Chrudim.